# تازه‌کند قره‌بلاغ
تازه‌کند قره‌بلاغ یک روستا در ایران است که در استان اردبیل واقع شده‌است. تازه‌کند قره‌بلاغ ۸۹ نفر جمعیت دارد.